# 富士の里昇
富士の里 昇（ふじのさと のぼる、1959年10月23日 - ）は、北海道瀬棚郡今金町出身で九重部屋に所属した元大相撲力士。本名は瀧 文彦（たき ふみひこ）。187cm、125kg。最高位は東十両13枚目。得意技は左四つ、寄り、上手投げ。

## 経歴
高校へ進学してから身長が180cmに達したので目立ち始め、その評判を聞いた九重親方（第41代横綱・千代の山）から素質を見込まれて熱心に勧誘されたので高校を中途退学して九重部屋へ入門した。
1975年11月場所に16歳で初土俵。幕下までは順調に出世したが、幕下で壁に当たり、負傷や病気も多かったのと相まって出世が遅れた。しかし、1983年11月場所の幕下優勝を足がかりにして、1984年5月場所に新十両（九重部屋から井筒部屋が分家・並立していた時期に九重部屋に入門した唯一の関取となった）。1986年3月場所に26歳で引退。
脇の甘さが出る部分もあったが、差し身の良さと巻き替えの巧さを活かし、左四つで少しずつ攻めていく取り口であり、上手投げも強かった。しかし、立ち合いに厳しさが足りず、十両では結果を残せなかった。
新十両の1984年5月場所の初日、高見山と対戦し突き倒しで敗れた。この場所の高見山は2勝13敗と大きく負け越し、幕下陥落が濃厚となり引退したが、2勝目は幕下の翠世山（春日山部屋）から挙げたため、高見山にとって関取から最後の白星を挙げた相手ということになる。

## 主な成績
- 通算成績：230勝192敗20休  勝率.545
- 十両成績：4勝11敗  勝率.267
- 現役在位：63場所
- 十両在位：1場所
- 各段優勝
  - 幕下優勝：2回（1981年1月場所、1983年11月場所）

### 場所別成績
| | 一月場所 初場所（東京） | 三月場所 春場所（大阪） | 五月場所 夏場所（東京） | 七月場所 名古屋場所（愛知） | 九月場所 秋場所（東京） | 十一月場所 九州場所（福岡） |
| --- | ----------------------- | ----------------------- | ----------------------- | --------------------------- | ----------------------- | --------------------------- |
| 1975年 （昭和50年） | x                       | x                       | x                       | x                           | x                       | （前相撲）                  |
| 1976年 （昭和51年） | 東序ノ口22枚目 3–4      | 東序ノ口7枚目 5–2       | 東序二段53枚目 3–4      | 西序二段73枚目 4–3          | 東序二段52枚目 3–4      | 西序二段67枚目 5–2          |
| 1977年 （昭和52年） | 東序二段17枚目 2–5      | 西序二段44枚目 3–4      | 西序二段58枚目 5–2      | 東序二段11枚目 3–4          | 西序二段24枚目 5–2      | 東三段目68枚目 6–1          |
| 1978年 （昭和53年） | 東三段目21枚目 3–4      | 西三段目31枚目 4–3      | 東三段目20枚目 5–2      | 西幕下54枚目 4–3            | 東幕下45枚目 5–2        | 西幕下23枚目 3–4            |
| 1979年 （昭和54年） | 西幕下34枚目 1–6        | 東幕下60枚目 5–2        | 東幕下43枚目 4–3        | 東幕下35枚目 4–3            | 西幕下23枚目 休場 0–0–7 | 東幕下54枚目 休場 0–0–7     |
| 1980年 （昭和55年） | 東三段目29枚目 5–2      | 東三段目2枚目 3–4       | 西三段目16枚目 6–1      | 東幕下39枚目 5–2            | 東幕下21枚目 3–4        | 西幕下30枚目 2–5            |
| 1981年 （昭和56年） | 東幕下53枚目 優勝 7–0   | 東幕下13枚目 3–4        | 西幕下20枚目 3–4        | 西幕下28枚目 5–2            | 西幕下18枚目 4–3        | 西幕下10枚目 3–4            |
| 1982年 （昭和57年） | 東幕下16枚目 3–4        | 東幕下21枚目 4–3        | 東幕下15枚目 5–2        | 西幕下7枚目 3–4             | 西幕下14枚目 5–2        | 西幕下8枚目 0–4–3           |
| 1983年 （昭和58年） | 東幕下38枚目 5–2        | 西幕下23枚目 5–2        | 西幕下10枚目 4–3        | 東幕下7枚目 3–4             | 東幕下14枚目 2–5        | 東幕下32枚目 優勝 7–0       |
| 1984年 （昭和59年） | 西幕下5枚目 4–3         | 西幕下筆頭 4–3          | 東十両13枚目 4–11       | 西幕下6枚目 1–6             | 西幕下30枚目 5–2        | 西幕下19枚目 3–4            |
| 1985年 （昭和60年） | 東幕下30枚目 6–1        | 西幕下10枚目 3–4        | 東幕下17枚目 3–4        | 東幕下30枚目 5–2            | 東幕下16枚目 1–3–3      | 東幕下44枚目 4–3            |
| 1986年 （昭和61年） | 東幕下28枚目 3–4        | 東幕下42枚目 引退 4–3–0 | x                       | x                           | x                       | x                           |
| 各欄の数字は、「勝ち-負け-休場」を示す。 優勝 引退 休場 十両 幕下 三賞：敢=敢闘賞、殊=殊勲賞、技=技能賞 その他：★=金星 番付階級：幕内 - 十両 - 幕下 - 三段目 - 序二段 - 序ノ口 幕内序列：横綱 - 大関 - 関脇 - 小結 - 前頭（「#数字」は各位内の序列） |                         |                         |                         |                             |                         |                             |

## 改名歴
- 瀧（たき）1975年11月場所 - 1978年3月場所
- 富士の里 昇（ふじのさと のぼる）1978年5月場所 - 1986年3月場所